# Рівня (Бещадський повіт)
Рі́вня (пол. Równia) —  село в Польщі, у гміні Устрики-Долішні Бещадського повіту Підкарпатського воєводства. Колишнє бойківське село, в рамках договору обміну територіями 1951 року все українське населення насильно переселено. Населення — 607 осіб (2011).

## Розташування
Рівня знаходиться за 2 км на південь від адміністративного центру ґміни Устрик-Долішніх і за 81 км на південний схід від адміністративного центру воєводства Ряшева, за 9 км від державного кордону з Україною.

## Історія
У 1541 р. село закріпачив перемиський староста Петро Кміта Собенський. Входило до Перемишльської землі Руського воєводства. У 1672 р. під час останнього татарського набігу чамбул Нурадин-Солтана пограбував і спалив село, а мешканців погнав на схід у неволю.
У 1772-1918 рр. село було у складі Австро-Угорської монархії, у провінції Королівство Галичини та Володимирії. У 1888 році село належало до Ліського повіту, в селі нараховувалося 92 будинки і 580 жителів, з них 535 греко-католиків, 18 римо-католиків, 9 протестантів і 18 юдеїв.
У 1919-1939 рр. — у складі Польщі. Село належало до Ліського повіту Львівського воєводства, у 1934-1939 рр. входило до складу ґміни Устрики-Долішні. На 01.01.1939 в селі було 1210 жителів, з них 1050 українців-грекокатоликів, 20 українців-римокатоликів, 110 поляків і 30 євреїв.
У середині вересня 1939 року німці окупували село, однак уже 29 вересня 1939 року мусіли відступити з правобережної частини Сяну, оскільки за пактом Ріббентропа-Молотова правобережжя Сяну належало до радянської зони впливу. 27.11.1939 постановою Президії Верховної Ради УРСР село у складі повіту включене до новоутвореної Дрогобицької області. Територія ввійшла до складу утвореного 17.01.1940 Нижньо-Устрицького району (районний центр — Нижні-Устрики). 29 червня 1941, з початком Радянсько-німецької війни в село ввійшли словацькі частини, далі територія знову була окупована німцями, які за три роки окупації винищили євреїв. У вересні 1944 року радянські війська знову оволоділи селом.
З 1939 до 1951 село відносилось до Нижньо-Устрицького району Дрогобицької області, в рамках договору обміну територіями 1951 року все українське населення насильно виселене, на їх місце переселено поляків.
У 1975-1998 роках село належало до Кросненського воєводства.

## Демографія
Демографічна структура станом на 31 березня 2011 року:
|          | Загалом | Допрацездатний вік | Працездатний вік | Постпрацездатний вік |
| -------- | ------- | ------------------ | ---------------- | -------------------- |
| Чоловіки | 306     | 67                 | 214              | 25                   |
| Жінки    | 301     | 66                 | 179              | 56                   |
| Разом    | 607     | 133                | 393              | 81                   |

## Церква
В 1792 р. збудована дерев’яна церква Покрови Пресвятої Богородиці, була філіяльною, належала до парафії Устянова Устрицького деканату Перемишльської єпархії УГКЦ.
Після виселення українців церква використовувалася під склад (частина внутрішнього облаштування потрапила до музею в Ланцуті), поки в 1969 р. не захоплена поляками під костел, через 3 роки влада дала на це згоду.
Церкву внесено до загальнодержавного реєстру пам'ятників історії.